# St. George Island (Alaska)

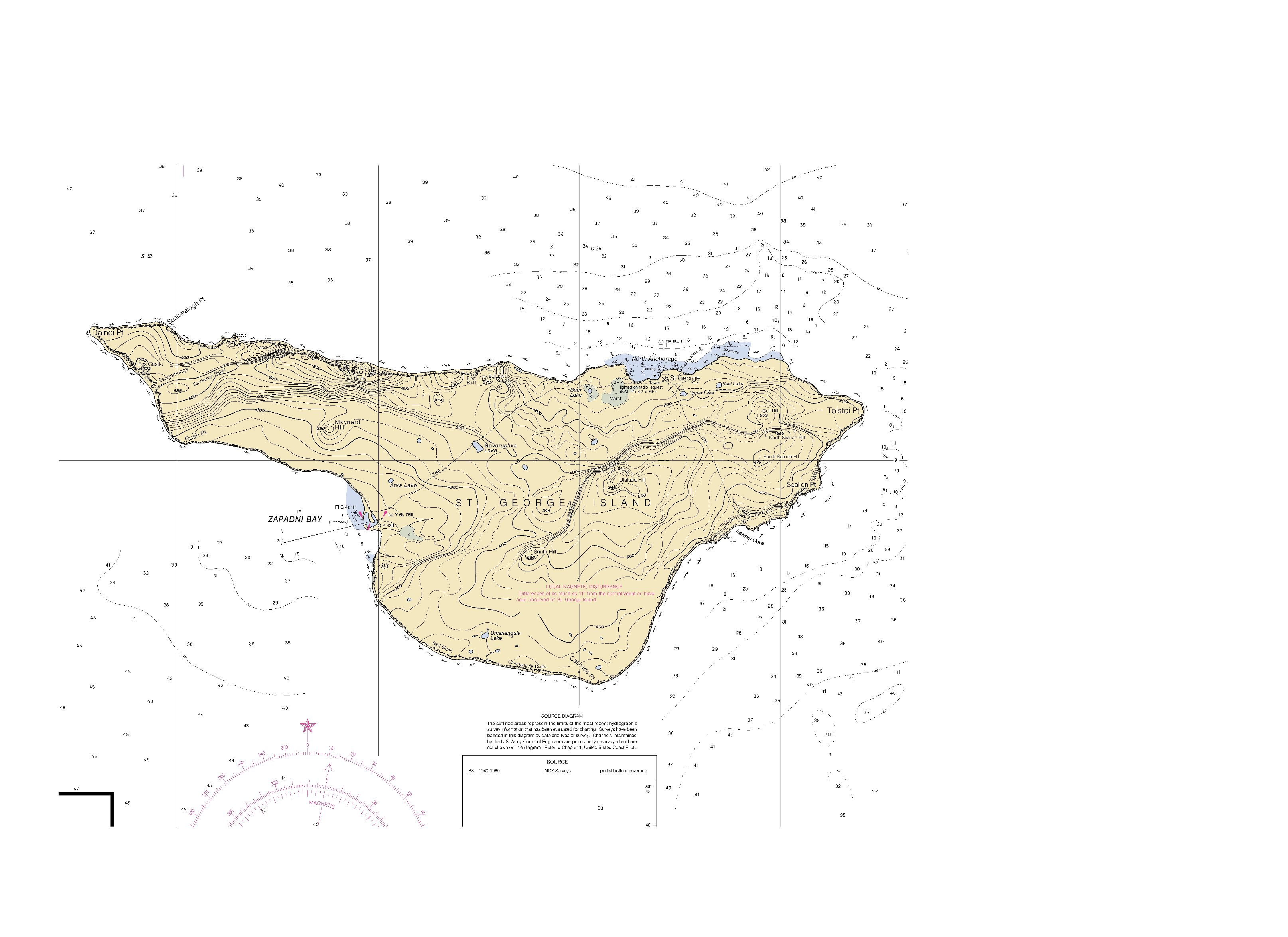
Seekarte der Insel

St. George Island ist die zweitgrößte und südlichste der vier zum US-Bundesstaat Alaska gehörenden Pribilof Islands in der Beringsee. Die 18 km lange und 90 km² große Insel ist vulkanischen Ursprungs und überwiegend aus Basalt aufgebaut. Von der größten Insel St. Paul im Nordwesten der Inselgruppe ist St. George rund 60 km entfernt.
St. George Island hat 101 Einwohner (Stand: 2019), die alle im gleichnamigen Hauptort St. George leben. Sie bestreiten ihren Lebensunterhalt aus den Erträgen des Fischfangs oder durch ihre Tätigkeit in der örtlichen fischverarbeitenden Industrie. Der Tourismus kommt in geringem Umfang als Einnahmequelle hinzu.

## Geschichte
Die Insel St. George wurde 1788 vom russischen Navigator Gawriil Loginowitsch Pribylow auf der Suche nach den Sommerquartieren und dem Ort der Jungenaufzucht der Ohrenrobben entdeckt. Nach einer Geschichte der Bewohner von Unimak, der größten und östlichsten Insel der Aleuten, trieb während eines Sturmes das Schiff eines Vorfahrers ab. Zufällig entdeckte er dabei eine Insel, die von den Bewohnern von Unimak „Amiq“ genannt wurde.
Nachdem Pribylow diese Geschichte gehört hatte, stach er 1788 mit seinem Schiff St. George und seiner Mannschaft, bestehend aus Russen und Bewohnern der Aleuten, von der Hauptinsel der Aleuten, Unalaska, in See. Nach dreiwöchiger Irrfahrt hörte er das Brüllen der Ohrenrobben und entdeckte eine kleine unbewohnte Insel. Er benannte sie nach seinem Schiff „St. George“.
Nach einer ausgiebigen Jagd auf die Robben verblieb auf seinen Befehl hin ein Teil seiner Mannschaft auf der Insel. Pribylow kehrte mit den Pelzen zurück nach Unalaska. Die zurückgebliebenen Männer hatten die Aufgabe, weiter Robben zu schlagen, bis sie im Sommer wieder abgeholt würden. Die Lebensmittelvorräte wurden schnell knapp. Sie ernährten sich vorerst von Robbenfleisch und Vogeleiern. Als sie im Norden eine Insel sichteten, entschlossen sie sich, auf einer selbstgebauten Baidarka dorthin zu fahren. Sie gaben der Insel den Namen „St. Peter und St. Paul“. Später wurde sie nur noch St. Paul genannt.
1788 versklavte die Russisch-Amerikanische Kompagnie Bewohner aus Sibirien, Unalaska und Atka und übersiedelte sie zwangsweise auf die beiden Inseln. Dort sollten sie als Robbenjäger für die Gesellschaft tätig werden. 1870 wurden die Pribilof-Inseln von der US-Regierung für zwanzig Jahre gemietet. Sie stellte Häuser, Nahrung und medizinische Versorgung im Tausch gegen Robbenfelle zur Verfügung. 1890 verlängerte die US-Regierung den Mietvertrag für weitere zwanzig Jahre; jedoch brach der Pelzhandel durch die intensive Jagd auf die Robben im gleichen Jahr zusammen. Die Bevölkerung verarmte, Nahrung und Kleidung wurden knapp und die Arbeitsbedingungen schlecht.
1966 wurde der kommerzielle Robbenfang verboten, die einheimischen Bewohner dürfen jedoch für ihren Erwerb jährlich etwa 500 Tiere erlegen.

## Fauna und Flora
Auf St. George besteht eine der größten Seevögel-Brutkolonien in der nördlichen Hemisphäre. Schon nahe am Ortskern von St. George befinden sich Klippen mit brütenden Paaren. Etwa 2,5 Millionen Seevögel nisten an den Klippen, den sogenannten „High-Bluffs“, einer etwa 500 Meter über dem Meeresspiegel liegenden Klippe in der Tundra. Bis in die 1970er Jahre brüteten hier etwa 80 % des weltweiten Bestandes der Klippenmöwe. Von Mitte der 1970er bis Mitte der 1990er Jahre brach der Bestand jedoch um 44 % ein und stabilisierte sich um das Jahr 2000 bei etwa 123.000 Tieren. Des Weiteren brüten hier mehr als eine Million Dickschnabellummen sowie Dreizehenmöwen, Rotgesichtscharben, Trottellummen, Rotschnabelalke, Zwergalke und Hornlunde. Die Kolonie wird deshalb von BirdLife International als Important Bird Area ausgewiesen.
Neben etwa 210 Vogelarten versammeln sich auf St. George jeden Sommer über eine Million Robben. Weitere Tiere sind Polarfüchse und Karibus.
An Pflanzen finden sich im Sommer vor allem Engelwurz, Eisenhut, verschiedene Läusekräuter, Krähenbeeren und Storchschnäbel.